# Paróquia Nossa Senhora da Piedade (Itabira)
A Paróquia Nossa Senhora da Piedade é uma circunscrição eclesiástica católica brasileira sediada no município de Itabira, no interior do estado de Minas Gerais. Faz parte da Diocese de Itabira-Fabriciano, estando situada na Região Pastoral I. Foi criada em 11 de agosto de 1982.